# Sajógalgóc
Sajógalgóc ist eine ungarische Gemeinde im Kreis Kazincbarcika im Komitat Borsod-Abaúj-Zemplén.

## Geografische Lage
Sajógalgóc liegt in Nordungarn, 34 Kilometer nördlich von Miskolc, an dem kleinen Fluss Galgóci-patak, der südlich des Ortes in den Sajó mündet. Nachbargemeinden sind Dubicsány, Vadna und Sajókaza.

## Sehenswürdigkeiten
- Alte Feuerwehrkutsche (Tűzoltó kocsi)
- Römisch-katholische Kirche Sarlós Boldogasszony, erbaut 1789
- 4 traditionelle Wohnhäuser (denkmalgeschützt)

## Verkehr
Sajógalgóc ist nur über die Nebenstraße Nr. 26103 zu erreichen. Die nächstgelegenen Bahnhöfe befinden sich in Dubicsány und Vadna.